# Oling (wijk)

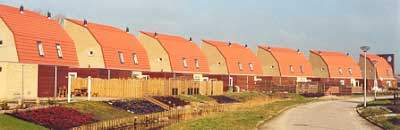

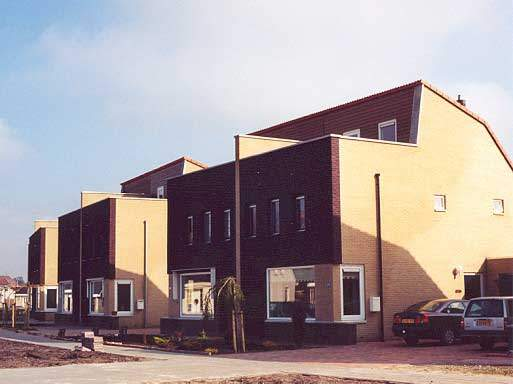

Oling is een wijk van Appingedam in de Nederlandse provincie Groningen. Oling is gelegen aan de westkant van de stad, ten oosten van de wierde Oling. De wijk grenst aan de wijk Westerdraai die bestaat uit slechts enkele straten. Oling is bereikbaar via Westerdraai, over de Dijkhuizenweg of over de Olingermeeden.
De wijk Oling werd gebouwd in de periode 1980-1983 (Hopstraat, Zwanebloemstraat, Zuringstraat, Klaverstraat, Meedensingel). Voordien waren er alleen landerijen, een vlasfabriek en een ijsbaan. Ook in de periode 1986-1987 is er een uitbreiding geweest (Kievitstraat, Wulpstraat, Reigerstraat, Fazantstraat, Leeuwerikstraat, Kwikstaartlaan, Spijkerlaan). Oling is rond 1990 weer uitgebreid (Weegbreelaan, Korenbloemstraat, Leliesingel). In 1997 werd het fasenproject Olingermeeden gestart, de tweede uitbreiding van Oling. Het plan bestaat uit drie fasen. Anno 2008 werd er nog steeds gebouwd.
Er wonen ongeveer 1900 mensen in de wijk. Oling heeft geen kerk en geen oude gebouwen. De oudste huizen zijn ongeveer 25 jaar oud. Rondom Oling bestaat enige agrarische bedrijvigheid. Er is ook een lagere school gevestigd in de wijk.
Oling had vroeger een zeer actieve wijkvereniging, die begin 21ste eeuw door gebrek aan belangstelling is opgeheven. Ook het wijkgebouw is niet meer.

## Stratenregister
| - Bieslaan - Boterbloemstraat - De Brussen - Dijkhuizenweg (gedeelte) - Distelpad - Fazantstraat - Geelgorssingel - Godekepad - Hopstraat - Huisvenne | - Kievitstraat - Klaprooslaan - Klaverstraat - Koperwiek - Korenbloemstraat - Korte Baan - Kruizemuntlaan - Kwikstaartlaan - Lange Sissen - Leeuwerikstraat | - Leliesingel - Meedensingel - Meerkoetlaan - Olingermeeden - Olingerweg - Reigerstraat - Rietgorssingel - Roerdompstraat - Rootveld | - Speenkruidstraat - Spijkerlaan - Twarrelt - Twiesel - Weegbreelaan - Wulpstraat - Zuringstraat - Zwaluwstraat - Zwanebloemstraat |